# Bucharest Business Park
Bucharest Business Park este o clădire de birouri din București, situată în Piața Presei Libere.
A fost dezvoltată de compania Portland Trust și a fost achiziționată în anul 2005 de fondul austriac de investiții CA Immo.
Proiectul are o o suprafață de 25.800 mp.